# Перкеле
Перкеле е бог на бурите във финската митология. Други негови названия са Ukko – „старец“, Lars – „късота“ и Ylijumala – „върховния бог“.
Името е от индоевропейски произход. Подобни богове са славянските Перун (Русия, България, Словакия), Перкун или Перун (Сърбия), Перкун (Полша), Пиарун (Беларус), Парун (Хърватия), Перконс (Латвия), Перкунас (Литва), Перкунис (Прусия), Пеко или Пеколасо (Естония) и Паркели (Словения).
Перкеле е често употребявана ругатня във финския език, означаваща сатана. Конотацията се заформила след включването ѝ в превод на Библията, който я използвал до 1933/38 г. Вариантът от 1992 г. заменил думата с paholainen, „дявол“. Употребата на „перкеле“ в Библията имало за цел да демонизира традиционно финските богове.
Думата присъства и на финландската метъл сцена като дава името на групи, албуми, песни. Банди като Impaled Nazarene и Norther често я употребяват в изказванията си.
|  | Тази страница частично или изцяло представлява превод на страницата Perkele в Уикипедия на английски. Оригиналният текст, както и този превод, са защитени от Лиценза „Криейтив Комънс – Признание – Споделяне на споделеното“, а за съдържание, създадено преди юни 2009 година – от Лиценза за свободна документация на ГНУ. Прегледайте историята на редакциите на оригиналната страница, както и на преводната страница, за да видите списъка на съавторите. ВАЖНО: Този шаблон се отнася единствено до авторските права върху съдържанието на статията. Добавянето му не отменя изискването да се посочват конкретни източници на твърденията, които да бъдат благонадеждни. |